# Resolució 961 del Consell de Seguretat de les Nacions Unides
La Resolució 961 del Consell de Seguretat de les Nacions Unides fou adoptada per unanimitat el 23 de novembre de 1994. Després de recordar les resolucions 637 (1989), 693 (1991), 714 (1991), 729 (1991), 784 (1991), 791 (1992), 832 (1993), 888 (1993) i 920 (1994) el Consell va discutir l'aplicació d'acords de pau a El Salvador i va prorrogar el mandat de la Missió d'Observació de les Nacions Unides al Salvador (ONUSAL) per a un temps final fins al 30 d'abril de 1995.
El Consell va mostrar preocupació pels retards en la implementació de parts dels Acords de Pau, especialment aquelles relacionades amb el desmobilització de la policia i la transferència de terres, la reforma judicial, programes de reintegració dels excombatents i recomanacions de la Comissió de la Veritat. Els esforços de la ONUSAL van ser elogiats per donar suport a la plena aplicació dels acords signats pel Govern del Salvador i Frente Farabundo Martí para la Liberación Nacional (FMLN).
Al mateix temps que afirma la importància de la implementació d'aquests acords, el Consell va demanar també les conclusions del Grup Mixt d'Investigació dels Grups Armats Il·legals de Motivació Política per ser objecte de seguiment. Totes les parts van ser cridades a cooperar amb el Representant Especial del Secretari General Boutros Boutros-Ghali en la verificació de l'aplicació dels acords, i el Govern d'El Salvador i el FMLN foren requerits per completar l'aplicació dels acords.
Es va instar a tots els estats i institucions internacionals a contribuir a l'aplicació dels Acords de Pau. Es va demanar al secretari general que l'informi sobre el mandat i la retirada de la ONUSAL el 31 de març de 1995. Finalment, es va posar èmfasi en l'objectiu de les Nacions Unides f'assegurar la implementació dels Acords de Pau.